# Летючий голландець
«Летючий голландець» — легенда, що була поширена серед моряків у минулі віки. В основі легенди лежить образ мужнього мореплавця епохи великих відкриттів XV–XVI століть, коли води океанів борознили вітрильники. За зухвалий виклик вітрам і бурям Бог прокляв і жорстоко покарав того мореплавця: він приречений довічно блукати морями й океанами на своєму кораблі, повному мерців. За повір'ями, зустріч з «Летючим голландцем» віщувала біду.

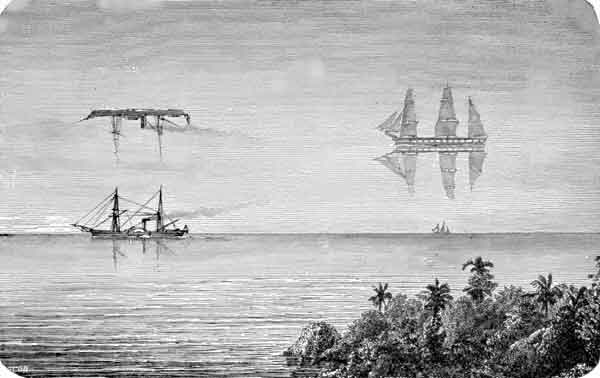
Книжкова ілюстрація показує марево двох кораблів

«Летючий голландець» — це не що інше, як міраж, фата-моргана на морі, зображення якогось справжнього судна, котре перебувало від цього місця, можливо, за декілька десятків кілометрів.
Міражі, як і всі інші оптичні явища, люди в минулому тлумачили по-різному. Одні вважали, що це витівки лихих духів, які намагалися за допомогою обману захопити людські душі; «морями диявола» і досі називають міраж народи північно-африканських пустельних районів. У інших такі видіння викликали захоплення: люди думали, що бачать небесні райські палаци. В наш час відомо, міраж — це атмосферне явище, в якому немає нічого містичного.

## Походження
Легенда свідчить, що в 1700-ті роки голландський капітан Філіп Ван дер Деккен (або за деякими версіями Ван Страатен) повертався з Ост-Індії і віз на борту молоду пару. Капітану сподобалася дівчина; він вбив її судженого, а їй зробив пропозицію стати його дружиною, але дівчина викинулася за борт.
Під час спроби обігнути мис Доброї Надії корабель потрапив у сильний шторм. Серед забобонних матросів почалося невдоволення, і штурман запропонував перечекати негоду у якоїсь бухті, але капітан застрелив його і кількох незадоволених, а потім поклявся кістками своєї матері, що ніхто з команди не зійде на берег до тих пір, поки вони не обігнуть мис, навіть якщо на це піде вічність. Цим Ван дер Деккен, що славився своїм сквернословством і богохульництвом, накликав на свій корабель прокляття. Тепер він, безсмертний, невразливий, але нездатний зійти на берег, приречений борознити хвилі світового океану до другого пришестя. Хоча, за деякими версіями, у нього є шанс знайти спокій: раз в десять років Ван дер Деккен може повернутися на землю і спробувати знайти ту, що добровільно погодиться стати його дружиною. За іншою версією, є якесь магічне слово, яке може зняти прокляття і упокоїти «Летючого голландця» і його екіпаж.
Перша друкована згадка про «Летючого голландця» з'явилася в книзі «Подорожі різними частинами Європи, Азії та Африки протягом тридцяти років і більше» Джона Макдональда (1790), друга — році в книзі «Подорож до Ботані-Бей» 1795 року, яку приписують відомому в той час лондонському злодієві і пройдисвіту Джорджу Баррингтону.

## Інші версії легенди
- - Ван дер Деккен поклявся продати душу дияволу, якщо зможе неушкодженим минути мис і не наскочити на скелі. Однак, в договорі він не уточнив, що зробити це потрібно тільки один раз, і тому він був приречений на вічні поневіряння.
  - Через сильні шторми корабель довго не міг обігнути мис Горн (за іншою версією — мис Доброї Надії). Команда збунтувалася, просячи шкіпера повернути назад. Але розлючений Ван Страатен у відповідь почав хулити і заявив, що буде штурмувати мис Горн, навіть якщо йому доведеться плисти до другого пришестя. У відповідь на таке богохульство пролунав страшний голос з неба: «Нехай буде так — пливи!».
  - Команда голландського торгового судна захворіла страшною хворобою. Зі страху, що хвороба може бути занесена на берег, жоден порт не брав судно. Корабель з померлими від хвороби, відсутності води і їжі моряками досі блукає за морями і океанами.
  - Одна з версій розповідає про капітана Фалькенбурге, який був приречений поневірятися по Північному морю до дня Страшного суду, граючи в кості з дияволом на власну душу.
  - Команда «Летючого голландця» так поспішала додому, що не прийшла на допомогу іншому потопаючому кораблю, за що була проклята.

## Двійники Летючого голандця
Див. Корабель-привид

## Інтерпретації у мистецтві

### Музика
Сюжет ліг в основу однойменної опери Р. Вагнера, написаної 1840-41 роках.   
Серед значного масиву музичних варіацій на тему зокрема твір голландців — Carach Angren, котрі присвятили темі альбом «Death Came Through a Phantom Ship».